# Rory O'Loughlin

a Compétitions nationales et continentales officielles uniquement.

b Matchs officiels uniquement.
Dernière mise à jour le 23 novembre 2024.
Rory O'Loughlin, né le 21 janvier 1994 à Dublin (Irlande), est un joueur international irlandais de rugby à XV jouant aux postes de centre et d'ailier.
Il commence sa carrière au Leinster, en 2016, avec qui il réalise d'excellents débuts qui lui permettent de connaître sa seule sélection en équipe d'Irlande en 2017. Après de nombreux titres remportés dans son pays, il rejoint les Exeter Chiefs en 2022. Après seulement deux saisons jouées en Angleterre, il est contraint de mettre un terme à sa carrière de joueur en 2024 à la suite d'une grave blessure à l'épaule.

## Biographie

### Jeunesse et formation
Rory O'Loughlin naît le 21 janvier 1994 à Dublin. Il fréquente le St Michael's College (en), tout en jouant au Old Belvedere RFC, dans le championnat irlandais. Il rejoint ensuite le centre de formation du Leinster.
Durant ses années de formation, il étudie le commerce et le droit à l'University College Dublin.

### Début de carrière au Leinster (2016-2022)

#### Débuts professionnels et première cape en 2017
Rory O'Loughlin fait ses débuts professionnels le 2 septembre 2016 à l'âge de 22 ans, lors de la première journée de Pro12 de la saison 2016-2017, contre le Benetton Trévise. Ces débuts tardifs s'expliquent en partie à cause de blessures qui ont freiné sa progression. Il s'agit de sa dernière année dans le centre de formation du Leinster.  Il doit alors convaincre son entraîneur Leo Cullen de le conserver dans l'effectif pour les saisons à venir. Durant cette saison, il joue dix-sept matchs de championnat dont quatorze en tant que titulaire et marque huit essais. Il réalise ainsi une très bonne première saison, lui permettant de signer son premier contrat professionnel avec sa province en février 2017.
À l'issue de cette saison, il est appelé pour la première fois en équipe d'Irlande pour la tournée d'été 2017, alors qu'il n'avait jamais connu les sélections de jeunes. Il obtient sa première cape le 17 juin, face au Japon, lorsqu'il entre en jeu en seconde période à la place de Paddy Jackson. Les Irlandais l'emportent sur le score de 22 à 50. Il s'agit de son seul match de la tournée.

#### Quadruple vainqueur du Pro14 en 2018, 2019, 2020 et 2021
Pour sa deuxième saison professionnelle en 2017-2018, Rory O'Loughlin participe à vingt rencontres dont quinze en tant que titulaire et marque sept essais. Le Leinster se qualifie dans un premier temps en finale de la Coupe d'Europe après avoir éliminé les Saracens et les Scarlets. En finale, face au Racing 92, il est sur la feuille de match mais n'entre pas en jeu. Les Irlandais s'imposent sur le score de 15 à 12,. Il remporte ainsi le premier titre de sa carrière. De même en championnat, son équipe atteint la finale du Pro14 où elle affronte les Gallois des Scarlets. O'Loughlin entre en jeu dès la 18e minute pour remplacer Isa Nacewa, blessé, et voit son équipe l'emporter 40 à 32.
Lors de la saison 2018-2019, il joue dix-neuf matchs toutes compétitions confondues et marque quatre essais. Le Leinster se qualifie une nouvelle fois en finale de la Coupe d'Europe. Encore une fois, Rory O'Loughlin est sur la feuille de match mais n'entre pas en jeu. Son équipe est battue par les Saracens 20 à 10,. Puis, pour la finale du Pro14, durant laquelle sa province affronte les Écossais de Glasgow, il est de nouveau laissé sur le banc des remplaçants durant l'intégralité de la rencontre et son équipe remporte le titre après une victoire 15 à 18.
Durant la saison 2019-2020, le Leinster atteint de nouveau la finale du Pro14. Pour ce match, face à l'Ulster, il débute la partie sur le banc avant de remplacer Garry Ringrose à 67e minute de jeu. Les siens s'imposent 27 à 5,. Cette saison, il joue dix rencontres malgré l'arrêt prématuré des compétitions lié à la pandémie de Covid-19,.
De même la saison suivante, en 2020-2021, le Leinster se qualifie encore une fois en finale du Pro14. Cette fois, face au Munster, Rory O'Loughlin est titulaire au centre accompagné par Robbie Henshaw et joue toute la rencontre remportée une fois de plus, sur le score de 16 à 6,. Il remporte ainsi le Pro14 pour la quatrième saison consécutive.
En 2021-2022, il joue au total douze matchs pour onze titularisations, notamment au poste d'ailier alors qu'il avait principalement joué au centre jusqu'à présent, inscrivant trois essais. Sa province se qualifie dans un premier temps en finale de la Coupe d'Europe après avoir éliminé le Connacht, Leicester et le Stade toulousain. En finale, face au Stade rochelais, le Leinster est battu sur le score de 21 à 24. Rory O'Loughlin ne participe pas à cette finale. En United Rugby Championship, le Leinster est éliminé en demi-finale par l'équipe sud-africaine des Bulls.

### Transfert à Exeter et fin de carrière (2022-2024)
Après cinq saisons jouées avec le Leinster, Rory O'Loughlin quitte sa province à cause d'un désaccord sur son contrat, alors qu'il voulait y rester, et rejoint les Exeter Chiefs en Premiership à partir de la saison 2022-2023,. Sous les ordres de Rob Baxter, son entraîneur, il retrouve du temps de jeu, qu'il avait peu à peu perdu ces dernières saisons. Dès son arrivée, il enchaîne les matchs et joue au total dix-neuf fois toutes compétitions confondues. Cette saison, Exeter atteint la finale de la Coupe d'Angleterre. Pour ce match face aux London Irish, il est titulaire à l'aile et son équipe remporte la compétition grâce à une victoire 20-24,. 
En début de saison 2023-2024, il se blesse gravement à l'épaule. Malgré des mois de réhabilitation, il ne peut pas se remettre complètement de cette blessure et est alors contraint de prendre sa retraite sportive prématurément, à l'âge de 30 ans,. 

## Statistiques

### En province/club
| Saison              | Club                | Championnat               | Championnat | Championnat | Coupe d'Europe | Coupe d'Europe | Coupe d'Europe |
| Saison              | Club                | Compétition               | Matchs      | Essais      | Compétition    | Matchs         | Essais         |
| ------------------- | ------------------- | ------------------------- | ----------- | ----------- | -------------- | -------------- | -------------- |
| 2016-2017           | Leinster            | Pro12                     | 17          | 8           | Coupe d'Europe | 4              | 2              |
| 2017-2018           | Leinster            | Pro14                     | 19          | 7           | Coupe d'Europe | 1              | -              |
| 2018-2019           | Leinster            | Pro14                     | 13          | 3           | Coupe d'Europe | 6              | 1              |
| 2019-2020           | Leinster            | Pro14                     | 8           | -           | Coupe d'Europe | 2              | -              |
| 2020-2021           | Leinster            | Pro14                     | 9           | -           | Coupe d'Europe | 2              | -              |
| 2020-2021           | Leinster            | Pro14 Rainbow Cup         | 5           | -           | Coupe d'Europe | 2              | -              |
| 2021-2022           | Leinster            | United Rugby Championship | 12          | 3           | Coupe d'Europe | -              | -              |
| Total Leinster      | Total Leinster      | Total Leinster            | 83          | 21          | Coupe d'Europe | 15             | 3              |
| 2022-2023           | Exeter Chiefs       | Premiership               | 12          | -           | Champions Cup  | 5              | -              |
| 2023-2024           | Exeter Chiefs       | Premiership               | 2           | -           | Champions Cup  | 2              | -              |
| Total Exeter Chiefs | Total Exeter Chiefs | Total Exeter Chiefs       | 14          | 0           | Champions Cup  | 7              | 0              |
| Total               | Total               | Total                     | 87          | 21          | Coupe d'Europe | 22             | 0              |

### Internationales
Rory O'Loughlin compte une seule sélection en équipe d'Irlande et n'a pas marqué de points.
| Année | Compétition | Matchs | Points | Essais |
| ----- | ----------- | ------ | ------ | ------ |
| 2017  | Test matchs | 1      | -      | -      |
| Total | Total       | 1      | 0      | 0      |

## Palmarès
- Leinster
  - Vainqueur du Pro14 en 2018, 2019, 2020 et 2021
  - Vainqueur de la Coupe d'Europe en 2018
  - Finaliste de la Coupe d'Europe en 2019

- Exeter Chiefs
  - Vainqueur de la Coupe d'Angleterre en 2023